# Guettarda shaferi
Guettarda shaferi är en måreväxtart som beskrevs av Paul Carpenter Standley. Guettarda shaferi ingår i släktet Guettarda och familjen måreväxter. Inga underarter finns listade i Catalogue of Life.